# Agrostis hesperica
Agrostis hesperica là một loài thực vật có hoa trong họ Hòa thảo. Loài này được Romero García, Blanca, G.López & C.Morales mô tả khoa học đầu tiên năm 1986.